# Andrew Tobias

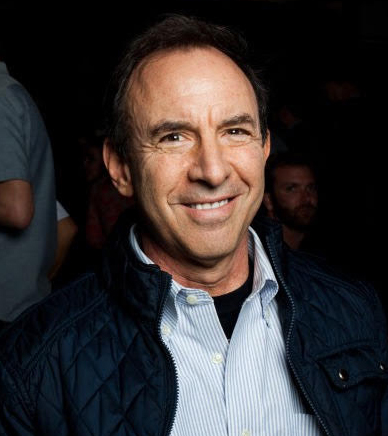
Andrew Tobias

Andrew Tobias (nascido a 20 de Abril de 1947) é um jornalista, autor e colunista americano, autor de numerosos livros sobre investimento, mas também sobre política, seguros e outros temas. Sob o pseudónimo de John Reid, Tobias escreveu em 1979 a conhecida obra gay, auto-biográfica, The Best Little Boy in the World. 
Também entrou para a lista da revista Out dos 50 gays mais poderosos da América.